# Ngót mảnh đá vôi
Ngót mảnh đá vôi (danh pháp: Sauropus maichauensis) là một loài thực vật có hoa trong họ Diệp hạ châu. Loài này được Nguyễn Nghĩa Thìn mô tả khoa học đầu tiên năm 1992.